# اتنا (نیوهمپشایر)
اتنا (به انگلیسی: Etna) یک منطقهٔ مسکونی در ایالات متحده آمریکا است که در شهرستان گرافتن، نیوهمپشایر واقع شده‌است. اتنا ۲۳۲٫۸۷ متر بالاتر از سطح دریا واقع شده‌است.